# Nårunga socken
Nårunga socken i Västergötland ingick i Gäsene härad, ingår sedan 1971 i Vårgårda kommun och motsvarar från 2016 Nårunga distrikt.
Socknens areal är 50,27 kvadratkilometer varav 45,50 land. År 2000 fanns här 368 invånare.  Sockenkyrkan Nårunga kyrka ligger i socknen.

## Administrativ historik
Socknen har medeltida ursprung. 
Vid kommunreformen 1862 övergick socknens ansvar för de kyrkliga frågorna till Nårunga församling och för de borgerliga frågorna bildades Nårunga landskommun.  Landskommunen uppgick 1952 i Vårgårda landskommun som 1971 ombildades till Vårgårda kommun. Församlingen utökades 2006.
1 januari 2016 inrättades distriktet Nårunga, med samma omfattning som församlingen hade 1999/2000. 
Socknen har tillhört län, fögderier, tingslag och domsagor enligt vad som beskrivs i artikeln Gäsene härad. De indelta soldaterna tillhörde Älvsborgs regemente, Gäseneds kompani och Västgöta-Dals regemente, Kullings kompani.

## Geografi och natur
Nårunga socken ligger öster om Alingsås kring övre Säveån och med Säven som är största insjö i öster. Socknen är en sjörik kuperad skogsbygd. Säven delas med Tämta socken i Borås kommun och Ljurs socken i Vårgårda kommun.
Tränningens naturreservat som delas med Bredareds socken i Borås kommun är ett kommunalt naturreservat.

## Byar och hemman
Nårunga socken består historiskt av följande byar och enstaka hemman. När en by har flera hemman anges också hemmansnumren.
- Allmänningen, ett hemman (1) och en tullkvarn (2).
- Anhult, enstaka hemman.
- Bastås, ett hemman (1) och en intäkt (2).
- Bengt-Haraldsgården, en tullkvarn, fanns på 1800-talet.
- Djurbergshult, enstaka hemman, första gången i jordeboken 1607 som kronotorp.
- Hukedal, enstaka hemman.
- Hult Storegården, enstaka hemman. Hette tidigare Söderhult och bildade ursprungligen en by med Nordhult och Skräddarehult.
- Hulvik, enstaka hemman.
- Häradsvad, ett hemman (1) och en tullkvarn (2).
- Lida, by med två hemman (1 Lillegården och 2 Storegården) samt en tullkvarn (3).
- Mellomgärde, ett hemman (1) och en tullkvarn (2).
- Nordhult, enstaka hemman.
- Nårunga, socknens kyrkby med fem hemman (1 Klockaregården eller Börjesgården, 2 Västergården eller Nilsagården, 3 Östergården eller Larsagården, 4 Barnegården och 5 Prästegården) samt en kvarn (6 Prästakvarnen) och en tullkvarn (7 Grevakvarnen).
- Röret, enstaka hemman.
- Skanterna, enstaka hemman, första gången i jordeboken 1648.
- Skräddarehult, enstaka hemman.
- Tränningen, ett hemman, första gången i jordeboken 1587 (1), ett kronojägareboställe med namnet Sandbacken som tillkom på 1800-talet (2) och en hage (3).
- Tångbacken, en tullkvarn.
- Vangklev, enstaka hemman.
- Årred, by med fem hemman (1 Västergården, 2 Mellomgården, 3 Östergården, 4 Nedregården och 5 Lillegården).
- Åsgärde, enstaka hemman.
- Ödegärdet, enstaka hemman.
- Ön (eller Öna), enstaka hemman.

## Fornlämningar
Från järnåldern finns gravar, domarringar, stensättningar och resta stenar.

## Befolkningsutveckling
Befolkningen ökade från 884 1810 till 1 425 1840 varefter den minskade till 326 1970 då den var som minst under 1900-talet. Därefter vände folkmängden uppåt igen till 364 1990.

## Namnet
Namnet skrevs 1350 Narungum och kommer från kyrkbyn. Efterleden är inbyggarbeteckningen inge/ung. Förleden kan innehålla nar, 'förträngning' syftande på ett sammanträngt terrängparti vid kyrkbyn.

## Kända personer från Nårunga
- Emanuella  Carlbeck,  pionjär inom vård för utvecklingsstörda.
- Anders Petter "Ljurskamjölnaren" Andersson, väckelsepredikant